# Elie Wiesel

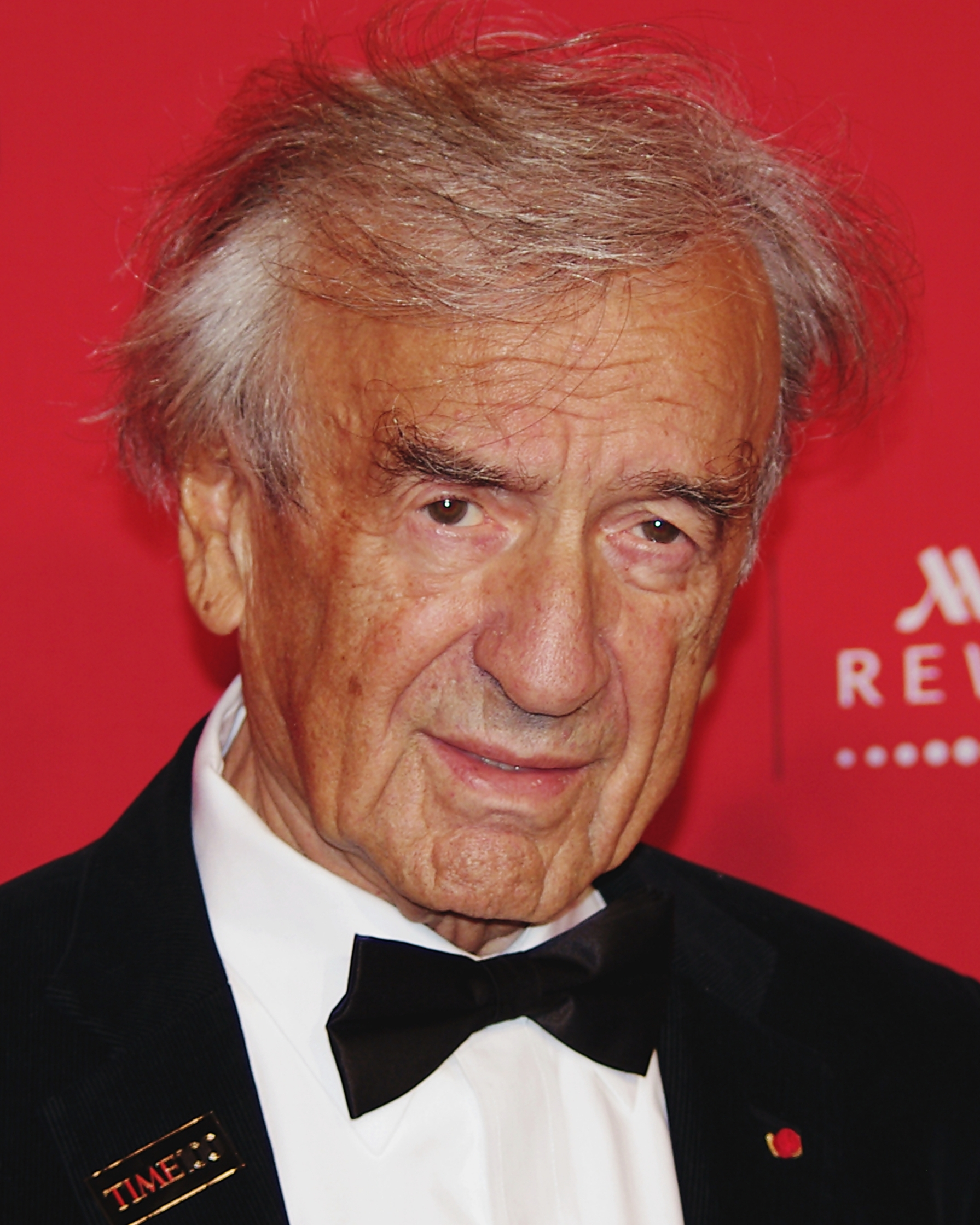
Elie Wiesel (2012)

Elieser „Elie“ Wiesel ([ˈɛli_viˈzɛl]; geboren am 30. September 1928 in Sighetu Marmației, Königreich Rumänien; gestorben am 2. Juli 2016 in New York City, Vereinigte Staaten) war ein rumänisch-US-amerikanischer Schriftsteller, Hochschullehrer und Publizist. Als Überlebender des Holocaust verfasste er zahlreiche Romane und sonstige Publikationen zu diesem Thema und erhielt 1986 den Friedensnobelpreis für seine Vorbildfunktion im Kampf gegen Gewalt, Unterdrückung und Rassismus.

## Leben und Werk

### Jugend und Studium

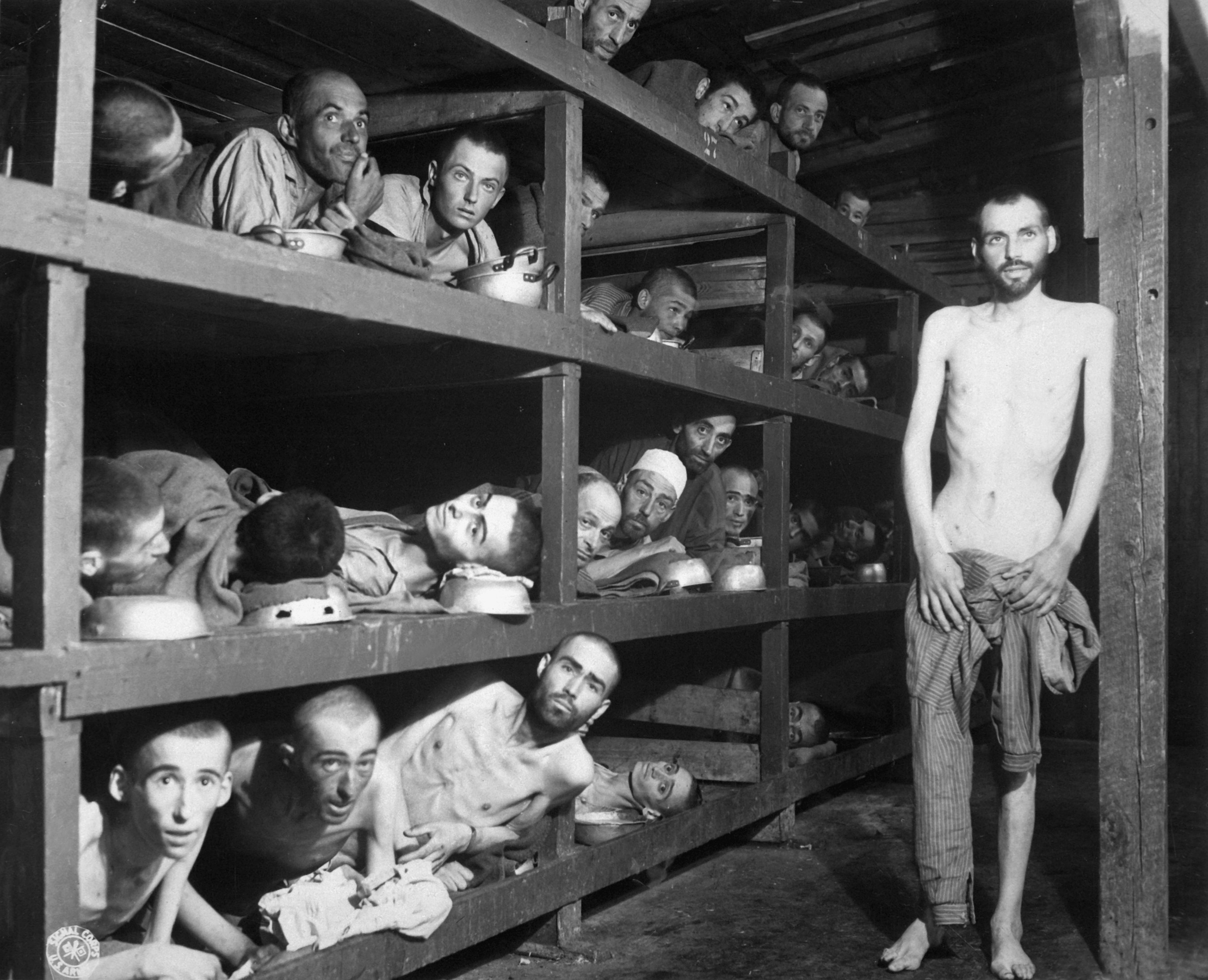
Befreite Gefangene in Baracke 56 des Kleinen Lagers im KZ Buchenwald. Wiesel erkannte sich im siebten von links in der zweiten Reihe von unten wieder (links vom Pfosten)

Elie Wiesel war ein Sohn des rumänisch-jüdischen Kaufmanns Shlomo Wiesel und dessen Frau Sarah, geb. Feig. Elies Großvater mütterlicherseits, Reb Dodye Feig, war ein tief religiöser Chassid. Wiesel wuchs in einem stark von orthodoxen Juden beeinflussten Umfeld auf. Er besuchte die Schule in seiner vor allem von Ungarn bewohnten Heimatstadt, die durch den Zweiten Wiener Schiedsspruch 1940 Ungarn zugeschlagen wurde.
Aus Sighetu Marmației (Sighet) wurde Elie Wiesel im Mai 1944 von den Nationalsozialisten gemeinsam mit seiner Familie in das Stammlager des Konzentrationslagers Auschwitz deportiert. Nach drei Wochen wurde er mit seinem Vater in das Lager Auschwitz-Monowitz verlegt. Später wurde er mit seinem Vater in das Konzentrationslager Buchenwald verbracht, aus dem er am 11. April 1945 von US-amerikanischen Truppen befreit wurde. Sein Vater starb wenige Tage vor der Befreiung.
Nach dem Zweiten Weltkrieg ging Elie Wiesel nach Straßburg und lernte Französisch. Von dort ging er zum Studium an die Sorbonne in Paris. Neben anderen Einflüssen spiegelt Wiesels Denken auch sein eingehendes jahrzehntelanges Talmudstudium, unter anderem bei den Rabbinern Mordechai Schuschani (Paris) und Saul Lieberman (New York), wider.

### Publizistisches Wirken
1948 bereiste er Israel und berichtete für die französische Zeitung L’Arche über die israelische Staatsgründung. Ab 1952 war er Korrespondent in Paris für die Zeitung Jedi’ot Acharonot, die in Tel Aviv erschien. Für dieselbe Zeitung ging er 1956 nach New York City und arbeitete als Berichterstatter bei den Vereinten Nationen. Im Jahr 1963 siedelte er vollständig in die USA über und wurde amerikanischer Staatsbürger.
Wiesel verarbeitet in seinen Büchern vor allem die erlebten Geschehnisse während des Holocaust, um ein Vergessen oder eine Gleichgültigkeit gegenüber dieser Zeit zu verhindern. Zugleich kritisiert er die politischen Führer jener Zeit, die durch öffentlichen Protest gegen Deutschland die Lage hätten ändern können, es jedoch nicht getan haben. Seine schriftstellerische Laufbahn war dabei vor allem zu Beginn durch den Zuspruch von François Mauriac geprägt. Dieser motivierte ihn, seine Erfahrungen literarisch aufzuarbeiten. Wiesel schrieb überwiegend auf Französisch.
Im Jahr 1958 erschien sein erstes autobiografisches Buch unter dem ursprünglichen französischen Titel La Nuit (in Deutschland 1962 unter dem Titel Die Nacht). Dieses wurde von ihm ursprünglich als Buch in jiddischer Sprache mit einem Umfang von etwa 800 Seiten geschrieben. Erst als er es auf 127 Seiten kürzte, wurde es veröffentlicht. In dem Buch stellt er seine eigenen Erfahrungen dar, indem er sie über die Hauptperson „Elischa“ vermittelte. Es stellte den ersten Band einer Romantrilogie dar, die er als Die Nacht zu begraben, Elischa benannte. Dieser erste Band schließt ab mit seinem so genannten „Spiegelerlebnis“ im April des Jahres 1945, in dem Wiesel sich nach seiner KZ-Befreiung zum ersten Mal wieder in einem Spiegel betrachtet, und als letzte Zeile schreibt:
„Aus dem Spiegel blickte mich ein Leichnam an. Sein Blick verlässt mich nicht mehr.“
Die nachfolgenden Bände Morgendämmerung (1960) und Tag (1961) schildern das anschließende Leben des Elischa, zuerst als Terrorist in Palästina, später bei seinen Versuchen, einen normalen Anschluss an das Leben und die Gesellschaft zu finden.
1962 erschien Gezeiten des Schweigens, in dem Wiesel die heimliche Rückkehr eines Juden in seine Heimat Ungarn nach dem Krieg thematisierte. Der Roman Gesang der Toten (1967) schildert das Leben der Gefangenen in den deutschen Vernichtungslagern und stellt zugleich eine autobiografische Skizze dar.
Der Roman Morgendämmerung wurde zwei Mal verfilmt: Das Morgengrauen (1985) von Miklós Jancsó und Dawn (2014) von Romed Wyder.
Das Leben als Jude während des Sechstagekrieges schildert er in dem Roman Der Bettler von Jerusalem (1968), in dem er einen Juden darstellt, der Schwierigkeiten hat, seine reale Lebensweise mit den Gesetzen des Talmud in Einklang zu bringen. In Zalmen (1968) und Das Testament eines ermordeten jüdischen Dichters (1980) geht es um das Leben der Juden unter der Regierung Stalins in der Sowjetunion.
Wiesel schrieb das Vorwort zur deutschen Ausgabe der Lebensgeschichte von Jan Karski (Jan Karski. Einer gegen den Holocaust. Als Kurier in geheimer Mission). In vielen weiteren Werken und auch in wissenschaftlichen Studien stellte Wiesel die Lebensweise der Juden weltweit dar, machte jedoch auch auf gesellschaftliche Probleme aufmerksam, etwa auf die Hungernden in den afrikanischen Staaten oder die Flüchtlingslager in Kambodscha.

### Tätigkeit in Institutionen
Er erhielt 1972 eine Professur an der City University of New York und lehrte Philosophie, Judaistik und Literatur.
Seit 1978 war er Professor für jüdische Studien an der Boston University.
2003 wurde Wiesel zum Vorsitzenden der Internationalen Kommission zur Erforschung des Holocaust in Rumänien, kurz Wiesel-Kommission, berufen. 2005 erhielt er den Dignitas Humana Award.

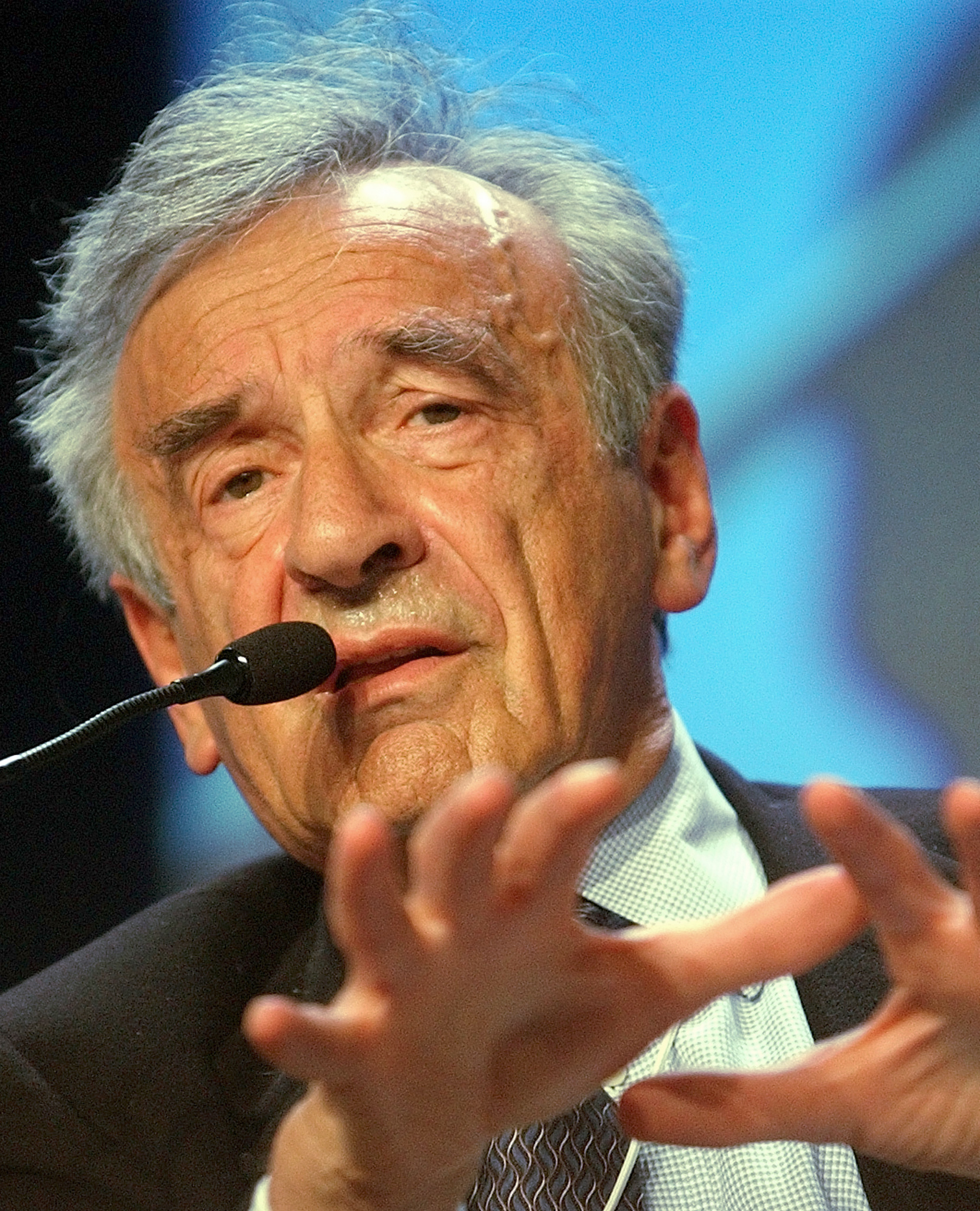
Elie Wiesel bei einer Rede auf dem Weltwirtschaftsforum in Davos 2003

1979 bis 1986 war er Vorsitzender des U.S. Holocaust Memorial Councils. 1978 bis 1979 war er auch Vorsitzender des Vorgängers President’s Commission on the Holocaust, welches von Jimmy Carter zur Errichtung des United States Holocaust Memorial Museum initiiert wurde. Eine Kontroverse entstand in der Kommission unter seiner Führung darüber, welcher Opfer im Museum gedacht werden soll. Wiesel forderte eine ausschließliche Konzentration auf Juden in der Gedenkstätte zum Holocaust und setzte sich dabei weitgehend unter anderem gegen Simon Wiesenthal durch, der den Begriff „Holocaust“ weiter fasste und auch nicht-jüdischer Holocaust-Opfer gedenken wollte. Der Historiker Howard Zinn bezeichnete Wiesels Position zum Holocaust-Museum als höchst beschämend. Wiesel schrieb unter anderem: „Auschwitz kann weder erklärt werden noch kann man es sich vorstellen […] Der Holocaust steht außerhalb der Geschichte“. Norman Finkelstein wirft Wiesel vor, den Holocaust somit zu mystifizieren, und kritisiert Wiesels Thesen zur „Einzigartigkeit des Holocausts“. Der damals 22-jährige Holocaustleugner und Neonazi Eric Hunt kritisierte Wiesels Holocaust-Buch Die Nacht als fiktional und zerrte ihn am 1. Februar 2007 in San Francisco aus einem Fahrstuhl, um ihm ein entsprechendes Geständnis abzunötigen. Er ließ sich aber von Wiesels Schreien in die Flucht schlagen und wurde später gefasst, angeklagt und zu einer Freiheitsstrafe verurteilt.
Kurz nachdem ihm 1986 der Friedensnobelpreis verliehen worden war, gründete Wiesel mit seiner Frau die Elie-Wiesel-Stiftung, deren Zweck der Kampf gegen Intoleranz und Ungerechtigkeit in der Welt ist. 2008 verlor sie in der Investoren-Affäre um Bernard L. Madoff 15,2 Millionen US-Dollar, was fast ihrem gesamten Vermögen entsprach.
Im Jahr 2000 sprach Wiesel anlässlich der Gedenkstunde zum Tag des Gedenkens an die Opfer des Nationalsozialismus vor dem Deutschen Bundestag.
Über die Judenverfolgung wurde in Rumänien lange Zeit, vor allem während der kommunistischen Herrschaft, nicht offiziell gesprochen. Seit dem Jahr 2003 wurde mit der Aufarbeitung begonnen. Der damalige Präsident Ion Iliescu berief die Internationale Kommission zur Erforschung des Holocaust in Rumänien unter der Leitung Wiesels ein. Die Wiesel-Kommission legte ihren Abschlussbericht Ende 2004 vor. Sie bestätigte die spezifische Form der rumänischen Judenvernichtung; ein Elie-Wiesel-Institut wurde gegründet und der 9. Oktober als nationaler Holocaust-Gedenktag (rumänisch: Ziua Naţională de Comemorare a Holocaustului) festgelegt.
Wiesel begleitete den amerikanischen Präsidenten Barack Obama bei dessen Besuch am 6. Juni 2009 im Konzentrationslager Buchenwald. In seiner Rede anlässlich dieses Besuches sagte Wiesel, die Welt habe nichts gelernt aus den Schrecken von Buchenwald: „Wie kann es sonst ein Darfur, ein Ruanda und ein Bosnien geben?“
Bei einem gemeinsamen Auftritt mit Obama im Washingtoner Holocaust-Museum sagte er angesichts des andauernden Bürgerkriegs in Syrien: „An diesem Ort müssen wir uns fragen: Haben wir denn nichts gelernt? Wie kann es sein, dass (Präsident) Assad noch immer an der Macht ist?“
Elie Wiesel starb 2016 im Alter von 87 Jahren. Israels Ministerpräsident Benjamin Netanjahu sagte dazu: „Der Staat Israel und das jüdische Volk trauern zutiefst um Elie Wiesel“, „Im Dunkeln des Holocaust, in dem sechs Millionen unser Brüder und Schwestern ermordet wurden, diente Elie Wiesel als ein Licht und als Vorbild der Menschlichkeit sowie des Glaubens an das Gute im Menschen“.

### Familie
1969 heiratete Wiesel die in Österreich geborene Autorin Marion Erster Rose (1931 – 2025), ebenfalls eine Überlebende des Holocausts. 1972 wurde ihr Sohn Shlomo Elisha Wiesel geboren, der 25 Jahre lang bis 2019 in leitender Position bei Goldman Sachs tätig war.

## Auszeichnungen
- 1968: Prix Médicis

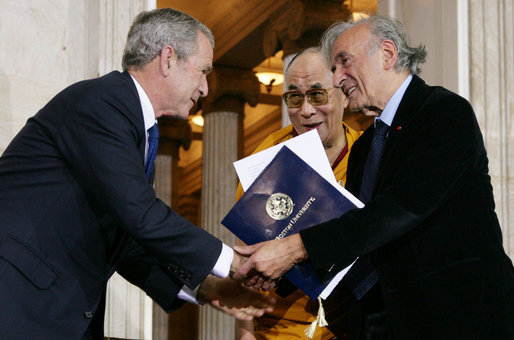
Elie Wiesel wird von George W. Bush im Kapitol begrüßt (2007)

- 1973: Ehrendoktorwürde der Bar-Ilan-Universität.
- 1980: Prix du Livre Inter für Le Testament d'un poète juif assassiné
- 1984: Congressional Gold Medal
- 1984: Ehrenlegion
- 1985: Four Freedoms Award (in der Kategorie Religionsfreiheit)
- 1986: Friedensnobelpreis (auf Vorschlag des Deutschen Bundestags)
- 1986: Mitglied der American Academy of Arts and Sciences
- 1987: Freedom Award
- 1990: Großoffizier der Ehrenlegion
- 1992: Presidential Medal of Freedom (überreicht durch US-Präsident George H. W. Bush)
- 1996: Mitglied der American Academy of Arts and Letters[21]
- 2001: Großkreuz der Ehrenlegion
- 2002: Großoffizier des Sterns von Rumänien
- 2004: Großkreuz des Verdienstordens der Republik Ungarn (2012 wegen antisemitischer Tendenzen der Regierung Viktor Orbán zurückgegeben[22])
- 2005: Dignitas Humana Award
- 2005: Light of Truth Award
- 2006: Knight Commander des Order of the British Empire (KBE)
- 2007: Dayton Literary Peace Prize für das Lebenswerk
- 2008: Ehrendoktorwürde vom Weizmann-Institut für Wissenschaften in Israel
- 2008: Ehrendoktorwürde der Universität Tel Aviv
- 2010: Ehrendoktorwürde der Universität Genf.[23]
- 2011: Elie Wiesel Award
- 2013: israelische „President’s Medal of Distinction“ (überreicht durch Schimon Peres)
- 2014: Großes Verdienstkreuz mit Stern des Verdienstordens der Bundesrepublik Deutschland
- 2015: Ehrenbürger von Jerusalem

## Werke
- Der Bettler von Jerusalem: Roman. Aus dem Französischen von Christian Sturm. Bechtle, München / Esslingen 1986, ISBN 3-548-20809-6.
- Was die Tore des Himmels öffnet: Geschichten chassidischer Meister. Mit einem Vorwort von Salcia Landmann und einem Nachwort von Jakob J. Petuchowski. Aus dem Englischen von Elisabeth Hank. Herder, Freiburg i. Br. / Basel / Wien 1987, ISBN 3-451-19114-8.
- Macht Gebete aus meinen Geschichten: Essays eines Betroffenen. Aus dem Französischen von Hanns Bücker und Ursula Schottelius. Herder, Freiburg i. Br. / Basel / Wien 1987, ISBN 3-451-20823-7.
- Jude heute: Erzählungen, Essays, Dialoge. Aus dem Französischen von Hilde Linnert. Hannibal, Wien 1987, ISBN 3-85445-029-X.
- Der Prozess von Schamgorod: So wie er sich am 25. Februar 1649 abgespielt hat. Ein Stück in 3 Akten. Aus dem Französischen von Alexander de Montléart. Herder, Freiburg i. Br. / Basel / Wien 1987, ISBN 3-451-21117-3.
- Die Nacht zu begraben, Elischa. Mit Vorreden von Martin Walser und François Mauriac. Aus dem Französischen von Curt Meyer-Clason. München / Eßlingen 1962, ISBN 3-7628-0446-X.
- Le serment de Kolvillág. Roman. Éditions du Seuil, Paris 1973.
- Der Schwur von Kolvillág. Roman. Aus dem Französischen von Margarete Venjakob. Europa Verlags-AG, Wien 1976, ISBN 3-203-50567-3.
- Der fünfte Sohn: Roman. Aus dem Französischen von Hanns Bücker. Herder, Freiburg i. Br. / Basel / Wien 1988, ISBN 3-451-20352-9.
- Chassidische Feier: Geschichten und Legenden. Aus dem Französischen von Margarete Venjakob. Herder, Freiburg i. Br. / Basel / Wien 1988, ISBN 3-451-21019-3.
- Von Gott gepackt: Prophetische Gestalten. Aus dem Amerikanischen von Ursula Schottelius. Herder, Freiburg i. Br. / Basel / Wien 1989, ISBN 3-451-18121-5.
- Gesang der Toten: Erinnerungen und Zeugnis. Mit den Nobelpreisreden von Oslo. Aus dem Französischen und Englischen von Christian Sturm und Rudolf Walter. Herder, Freiburg i. Br. / Basel / Wien 1989, ISBN 3-451-20991-8.
- Das Geheimnis des Golem. Mit Zeichnungen von Mark Podwal. Aus dem Amerikanischen von Ursula Schottelius. Herder, Freiburg i. Br. / Basel / Wien 1989, ISBN 3-451-20278-6:
- Worte wie Licht in der Nacht. Herder, Freiburg i. Br. / Basel / Wien 1991, ISBN 3-451-21080-0.
- Das Testament eines ermordeten jüdischen Dichters: Roman. Aus dem Französischen von Hanns Bücker. Herder, Freiburg i. Br. / Basel / Wien 1991, ISBN 3-451-22282-5.
- Geschichten gegen die Melancholie. Die Weisheit der chassidischen Meister. Aus dem Französischen von Hanns Bücker. Herder, Freiburg i. Br. / Basel / Wien 1994, ISBN 3-451-04296-7.
- Die sechs Tage der Schöpfung und der Zerstörung: Ein Hoffnungsbuch (mit Albert H. Friedlander). Aus dem Englischen und Französischen von Reinhold Boschert-Kimmig. Herder, Freiburg i. Br. / Basel / Wien 1992, ISBN 3-451-22596-4.
- Adam oder das Geheimnis des Anfangs. Legenden und Porträts. Aus dem Französischen von Hanns Bücker. Herder, Freiburg i. Br. / Basel / Wien 1994, ISBN 3-451-04249-5.
- Der Vergessene: Roman. Aus dem Französischen von Hanns Bücker. Herder, Freiburg i. Br. / Basel / Wien 1993, ISBN 3-451-04186-3.
- Gezeiten des Schweigens: Roman. Aus dem Französischen von Curt Meyer-Clason. Herder, Freiburg i. Br. / Basel / Wien 1992, ISBN 3-451-04154-5.
- Den Frieden feiern. Mit einer Vorrede von Václav Havel. Herder, Freiburg i. Br. / Basel / Wien 1991, ISBN 3-451-04019-0.
- Die Weisheit des Talmud. Geschichten und Porträts. Aus dem Französischen von Hanns Bücker. Herder, Freiburg i. Br. / Basel / Wien 1996, ISBN 3-451-04768-3.
- Nachlese: Erinnerungen, zweistimmig / François Mitterrand. Aus dem Französischen von Aglaia Citron. Hoffmann und Campe, Hamburg 1996, ISBN 3-455-11128-9.
- Die Richter. Roman. 1999 (deutsche Ausgabe 2001, ISBN 3-7857-1524-2), ISBN 3-451-04384-X.
- Alle Flüsse fließen ins Meer. Autobiographie. Aus dem Französischen von Holger Fock. Hoffmann und Campe, Hamburg 1995, ISBN 3-455-11108-4.
- … und das Meer wird nicht voll. Autobiographie 1969–1996. Aus dem Französischen von Holger Fock und Sabine Müller. Hoffmann und Campe, Hamburg 1997, ISBN 3-455-11110-6.
- Schweigen ist unmöglich. Aus dem Französischen von Wolfram Bayer. Suhrkamp, Frankfurt am Main 1997, ISBN 3-518-12012-3.
- Das Gegenteil von Gleichgültigkeit ist Erinnerung. M. Grünewald, Mainz 1999, ISBN 3-7867-1825-3.
- Noah oder die Verwandlung der Angst: Biblische Porträts. Aus dem Amerikanischen von Reinhold Boschki. Herder, Freiburg i. Br. / Basel / Wien 1999, ISBN 3-451-04878-7.
- Chassidismus – ein Fest für das Leben: Legenden und Portraits. Aus dem Französischen von Margarete Venjakob. Herder, Freiburg i. Br. / Basel / Wien 2000, ISBN 3-451-04768-3.
- Die Richter. Roman. 1999 (deutsche Ausgabe 2001, ISBN 3-7857-1524-2).
- Schuldig sind nur die Schuldigen. In: Martin Doerry (Hrsg.): Nirgendwo und überall zu Haus. Gespräche mit Überlebenden des Holocaust. Deutsche Verlags-Anstalt, München 2006, ISBN 3-421-04207-1 (auch als CD) S. 204–211.
- Hoffnung: Bleib dem Leben treu. Herder, Freiburg i. Br. / Basel / Wien 2008, ISBN 978-3-451-05951-3.
- Mit offenem Herzen: Ein Bericht zwischen Leben und Tod. Aus dem Französischen von Sigrid Irimia. Herder, Freiburg i. Br. / Basel / Wien 2012, ISBN 978-3-451-30628-0.
- Die Nacht: Erinnerung und Zeugnis. Aus dem Französischen von Curt Meyer-Clason. Herder, Freiburg i. Br. / Basel / Wien 2013, ISBN 978-3-451-06641-2.
- Raschi. Ein Portrait. Aus dem Französischen: Daniel Krochmalnik. Herder, Freiburg i. Br. / Basel / Wien 2015, ISBN 978-3-451-31336-3.